# Территориальное развитие Канады
В 1867 году появилась Канада. Она стала самостоятельной, а затем и независимой страной в Британском содружестве. В 1867 году она состояла из трёх провинций Британской Северной Америки, которые были объединены в доминион. В ходе создания доминиона франкоязычная провинция Канада была разделена на две провинции (Квебек и Онтарио), а к ним были присоединены ещё две англоязычные провинции (Новая Шотландия и Нью-Брансуик). Со временем Великобритания уступила Канаде ряд своих владений в Северной Америке.

Внешние границы Канады изменялись семь раз, а в ходе развития количество регионов возросло от четырёх провинций до десяти провинций и трёх территорий. 

Территориальное развитие Канады

## Шкала времени

### 1 июля 1867

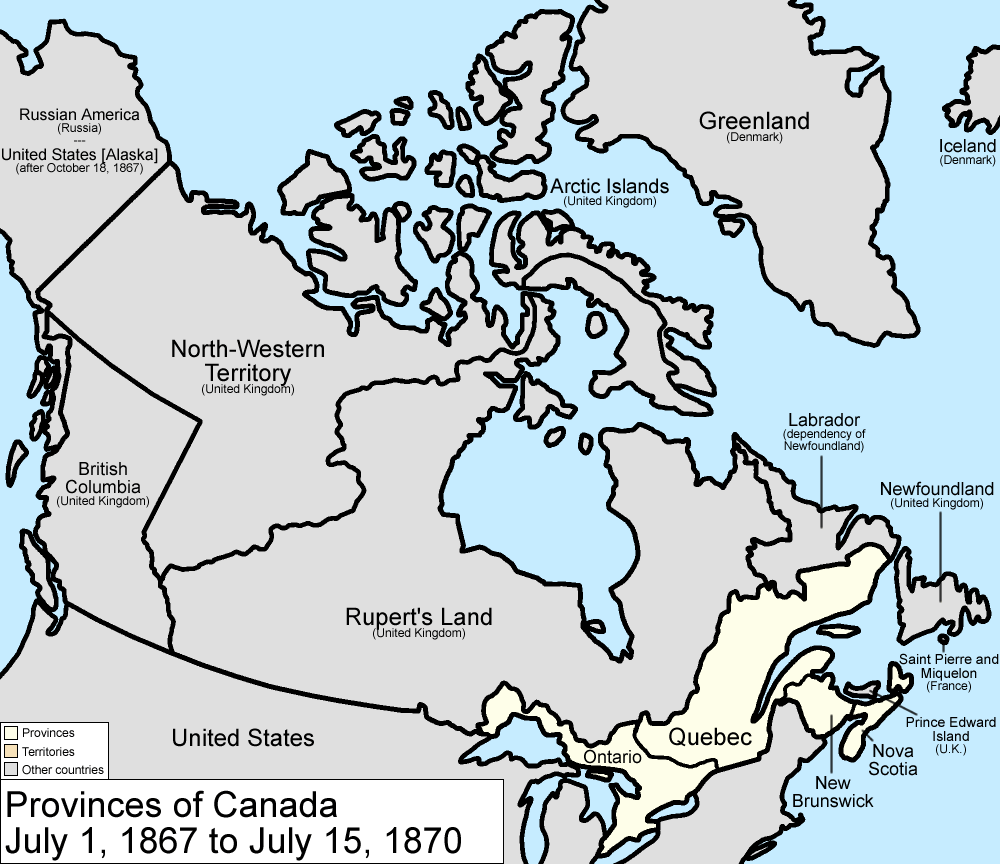
Канада в 1867—1870

1 июля 1867 года вступил в действие Конституционный акт 1867 года. Из трёх провинций Британской Северной Америки был создан доминион Канада, состоявший из четырёх единиц. В него вошли земли провинции Канада которая была разделена на две провинции Онтарио и Квебек, и территория провинций Нью-Брансуика и Новой Шотландии.
Столицей Канады стал посёлок Байтаун переименованный в Оттаву

### 15 июля 1870

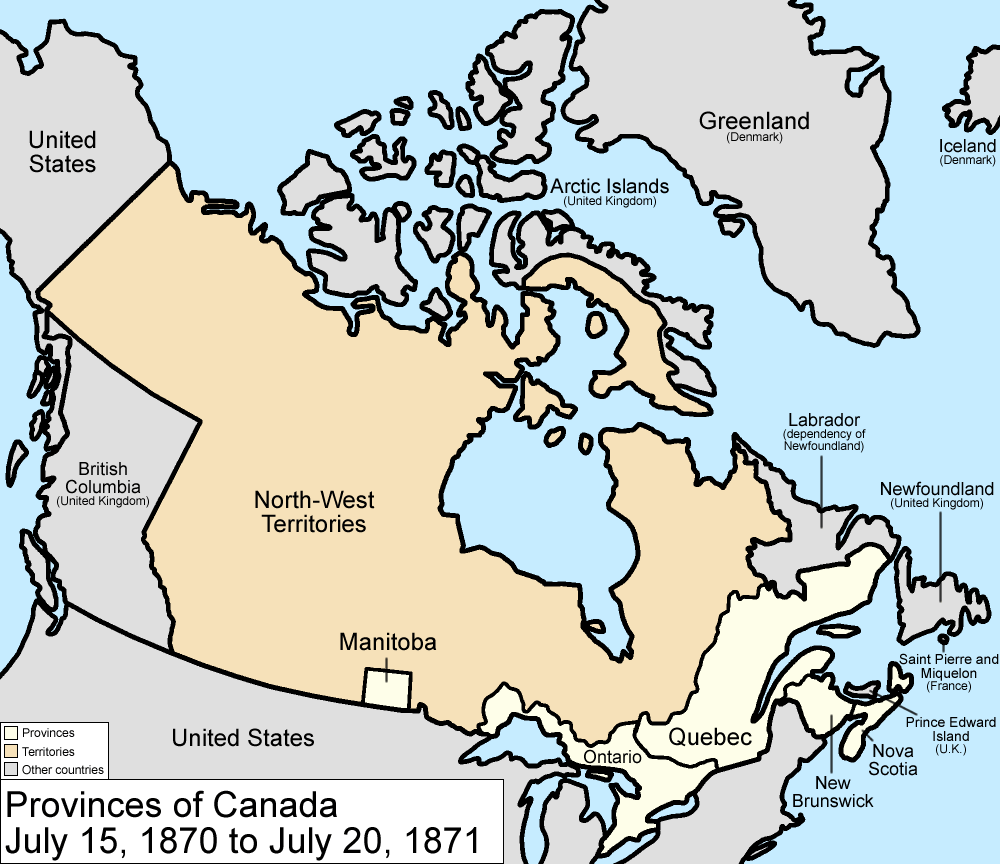
Канада в 1870—1871

С согласия правительства Великобритании Компания Гудзонова залива уступила большую часть своих владений в Северной Америке (Землю Руперта и Северо-Западную территорию) Канаде. Новые земли получили название Северо-Западные территории. Договор 1868 года о Земле Руперта планировал передачу этих земель Канаде 1869 году, но был реализован лишь в 1870 году, когда 300 000 фунтов стерлингов были заплачены Компании Гудзонова залива. Вскоре вступил в силу Манитобский акт по которому небольшая колония Ред-Ривер окружавшая город Виннипег и располагавшаяся к югу от Земли Рупрехта вошла в состав Канады как провинция Манитоба.
Канада стала включать 5 провинций и 1 территорию.

### 20 июля 1871

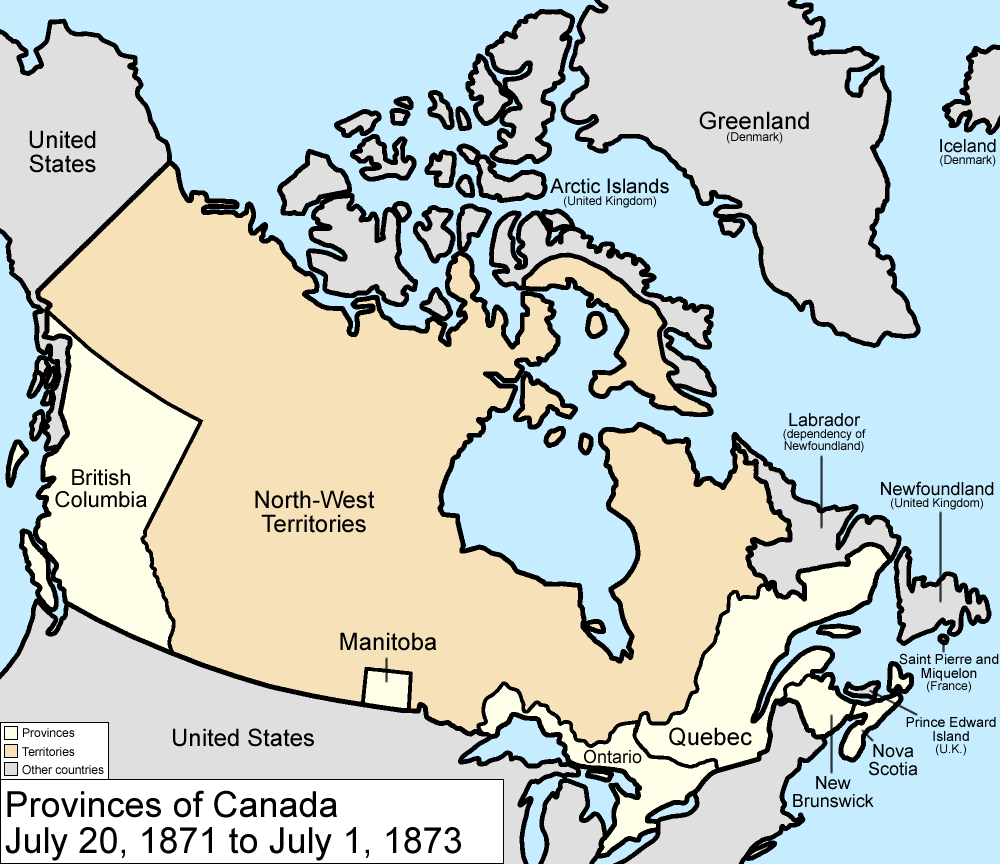
Канада в 1871—1873

Британская Колумбия в качестве шестой провинции присоединилась к Канаде.

### 1 июля 1873

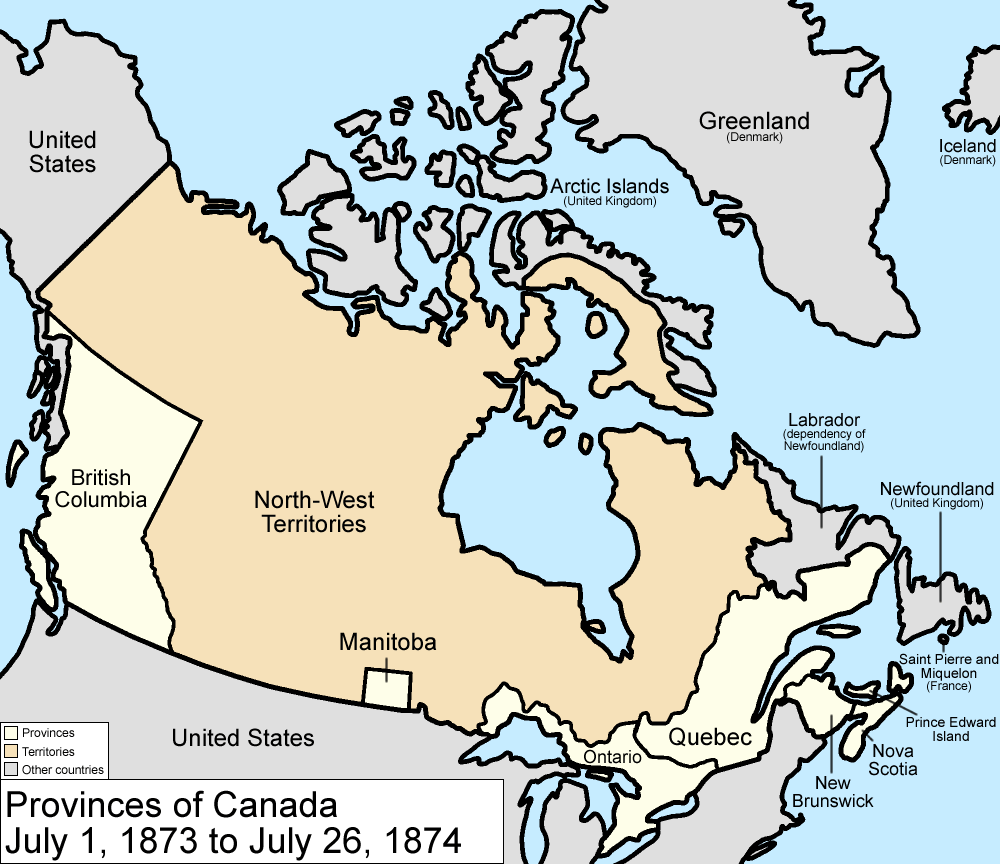
Канада в 1873—1874

Британская колония Остров Принца Эдуарда в качестве  седьмой провинции присоединилась к Канаде.
Колония Остров Принца Эдуарда участвовала в Шарлоттаунской и Квебекской конференциях в 1864 года, но из-за финансовых и иных разногласий не вошла в 1867 году

### 26 июля 1874

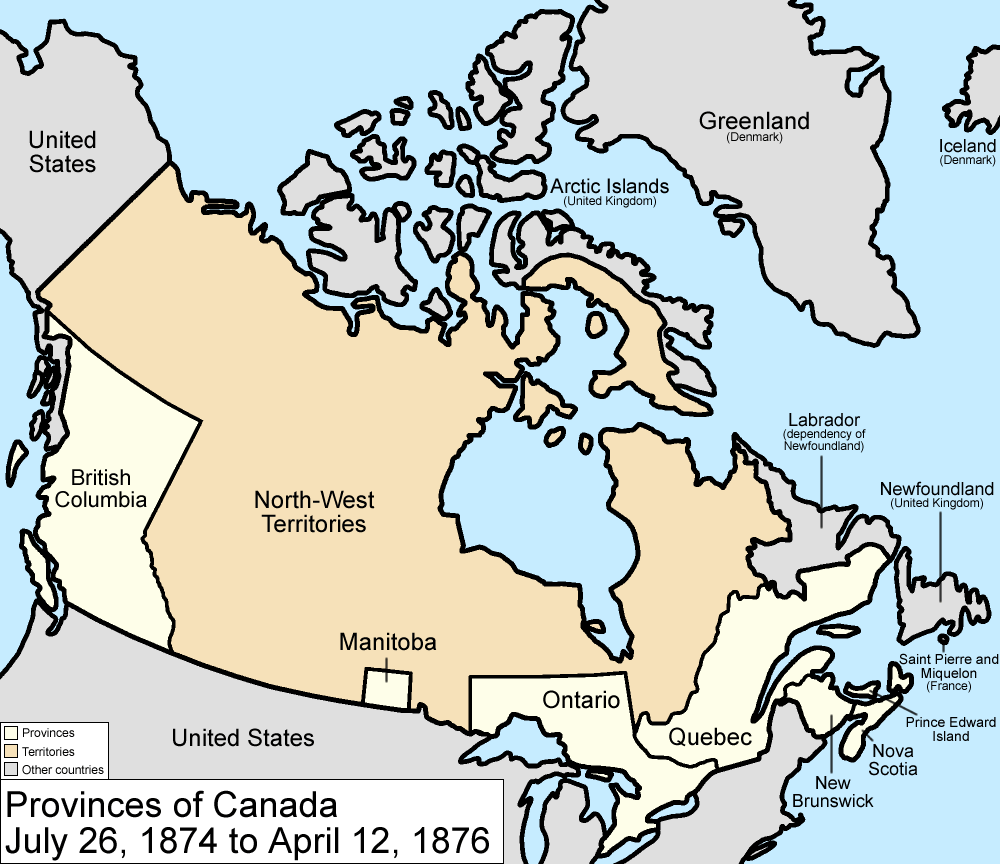
Канада в 1874—1876

Границы провинции Онтарио были расширены на север и запад. Когда существовала провинция Канада, её границы на севере и западе не были ясно очерчено. Онтарио как преемница провинции Канада претендовала на территории до Скалистых гор и Северного Ледовитого океана. После приобретения доминионом Канада Земли Руперта Онтарио было заинтересовано в четком определении своих границ. По согласованию с федеральным правительством  в 1874 году граница Онтарио была перемещена на север до 51-й параллели.

### 12 апреля 1876

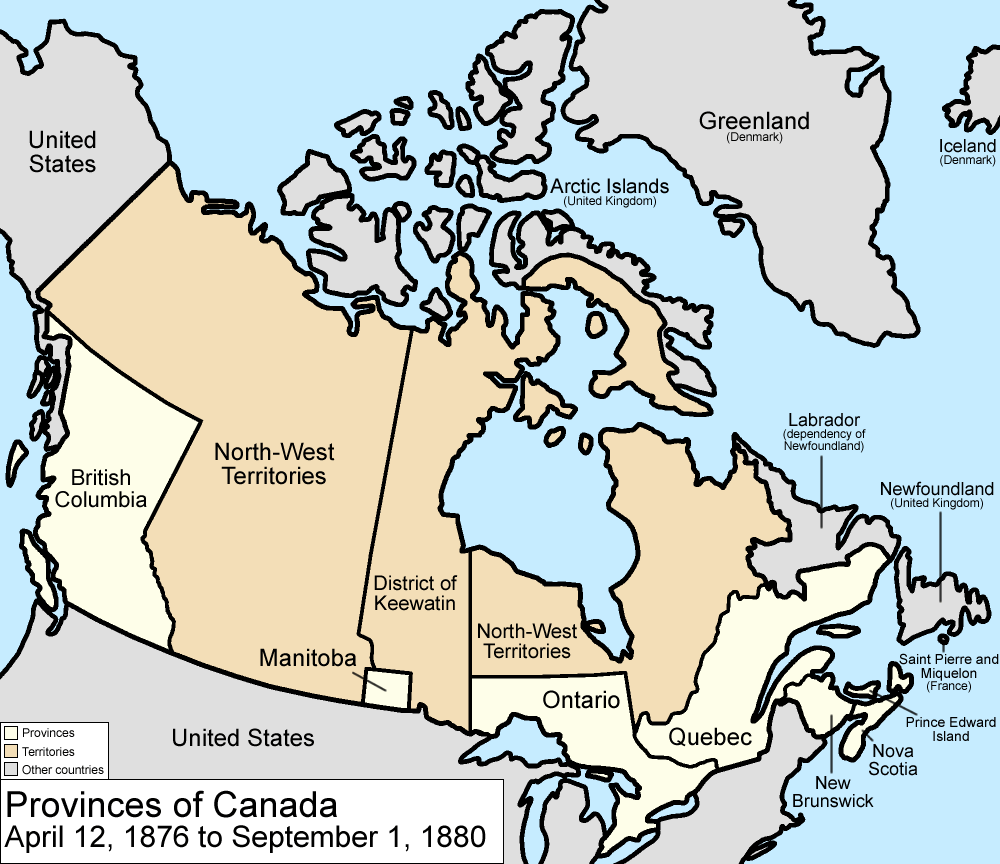
Канада в 1876—1880

12 апреля 1876 года из Северо-Западных территорий был выделен округ Киватин, разделивший Северо-Западные территории.

### 1 сентября 1880

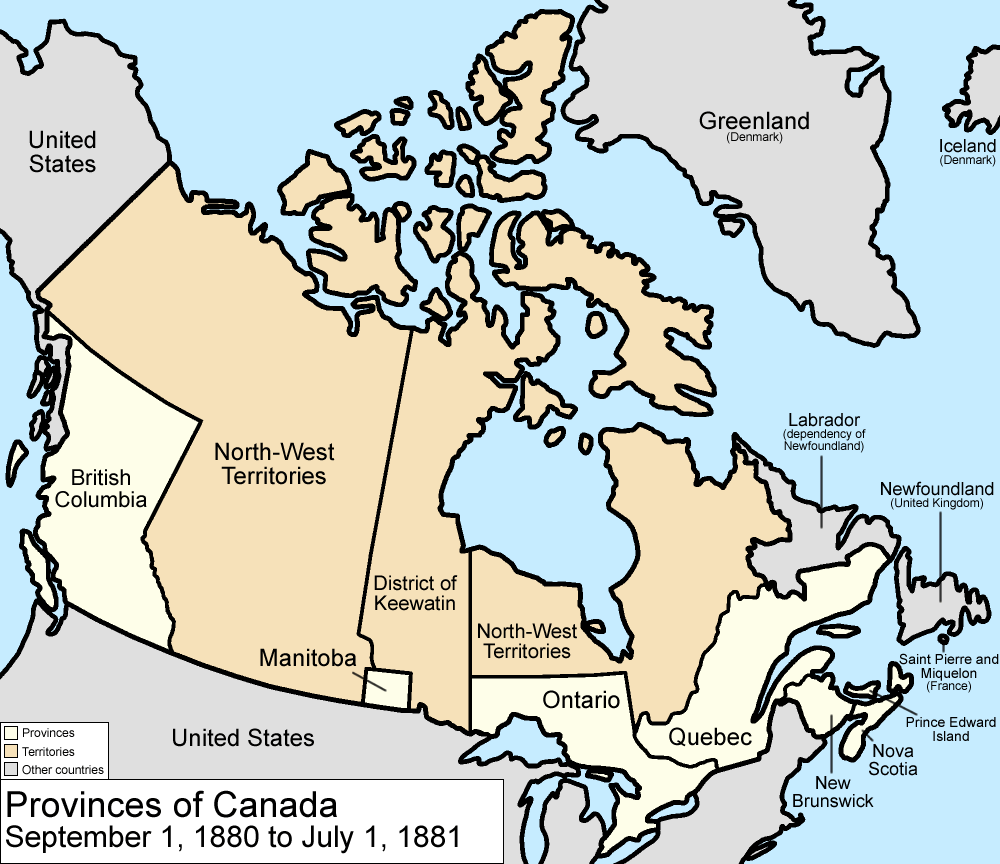
Канада в 1880—1881

Великобритания уступила свои Арктические острова Канаде. Они вошли в состав Северо-Западных территорий.

### 1 июля 1881

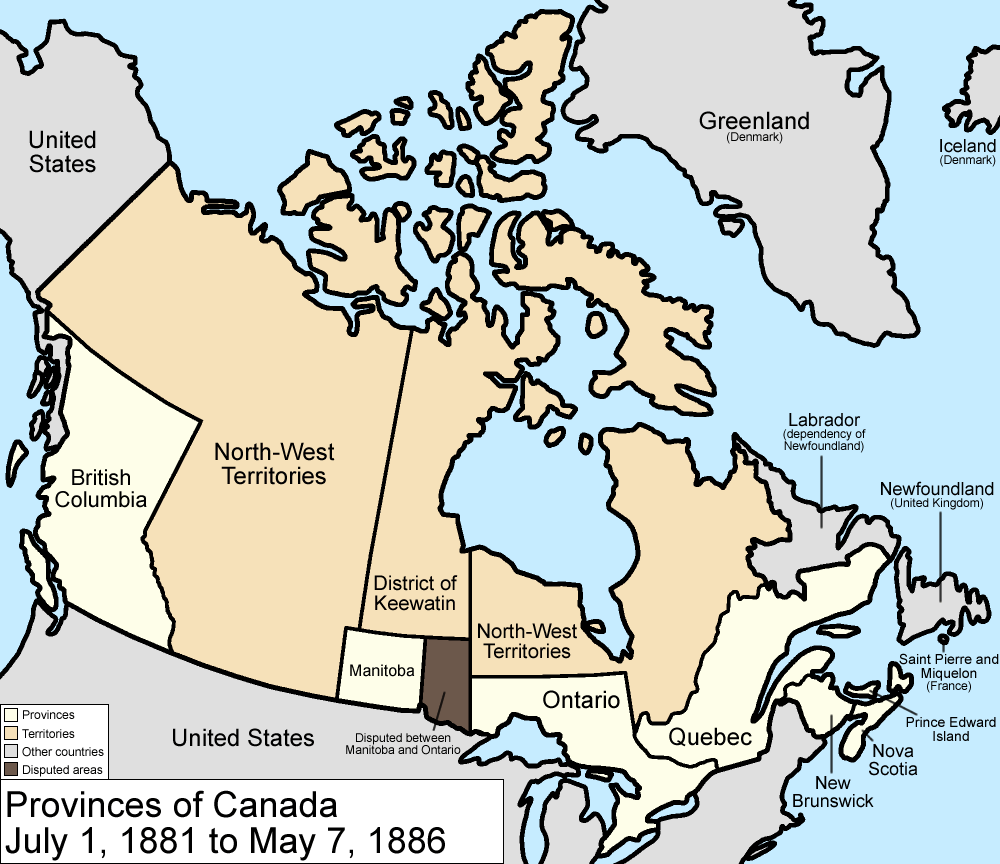
Канада в 1881—1886

Границы Манитобы были расширены на север и запад за счет части Северо-Западных территорий. А также на север и восток за счет части округа Киватин до западных границ Онтарио. Но часть этих территорий оспаривалась Онтарио.

### 7 мая 1886

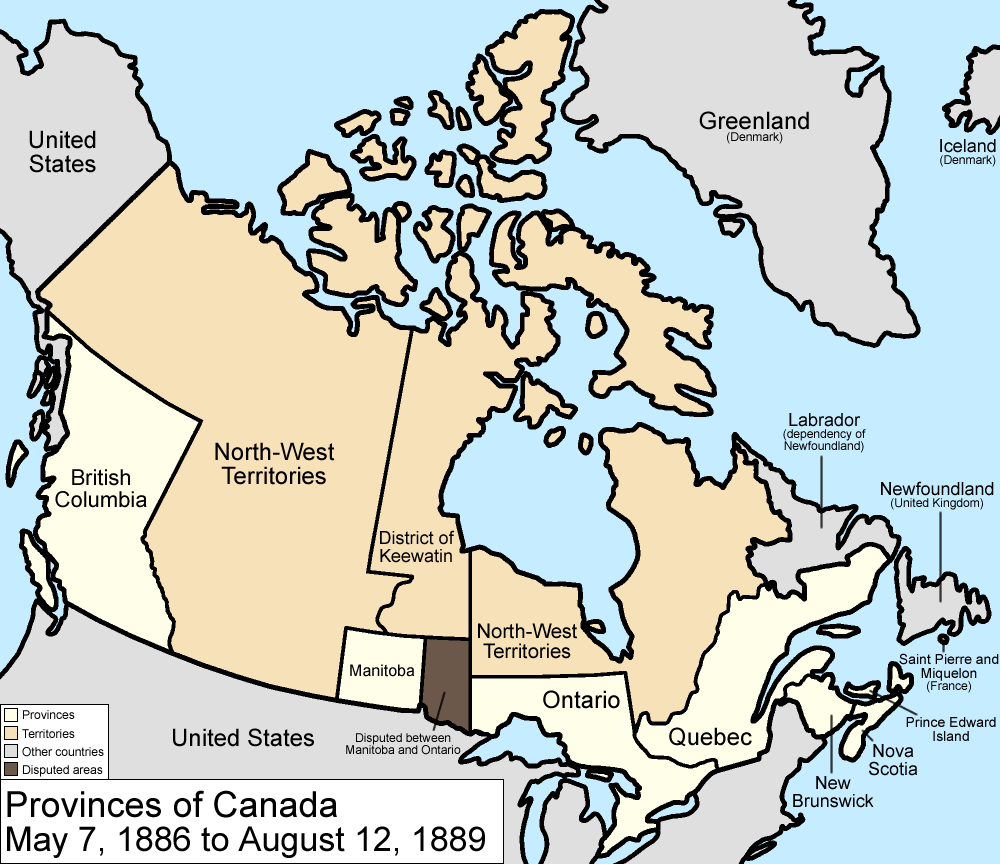
Канада в 1886—1889

Юго-западная граница округа Киватин была изменена, ряд территорий переданы в Северо-Западные территории. Это было вызвано тем, что в 1882 году на территории Северо-Западных территориях в наиболее населенных районах были созданы временные округа. Временными округами были: округ Альберта, округ Атабаска,  округ Ассинибойа и округ Саскачеван , административно подчинявшиеся в отличие от округа Киватин Северо-Западным территориям.
Таким образом в 1886 году Канада состояла из:
- 7 провинций (Онтарио, Квебек, Нью-Брансуик, Новая Шотландия, Манитоба, Британская Колумбия, Остров Принца Эдуарда)
- округа Киватин[англ.]
- Северо-западных территории, лишь часть которых имела внутреннюю автономию

### 12 августа 1889

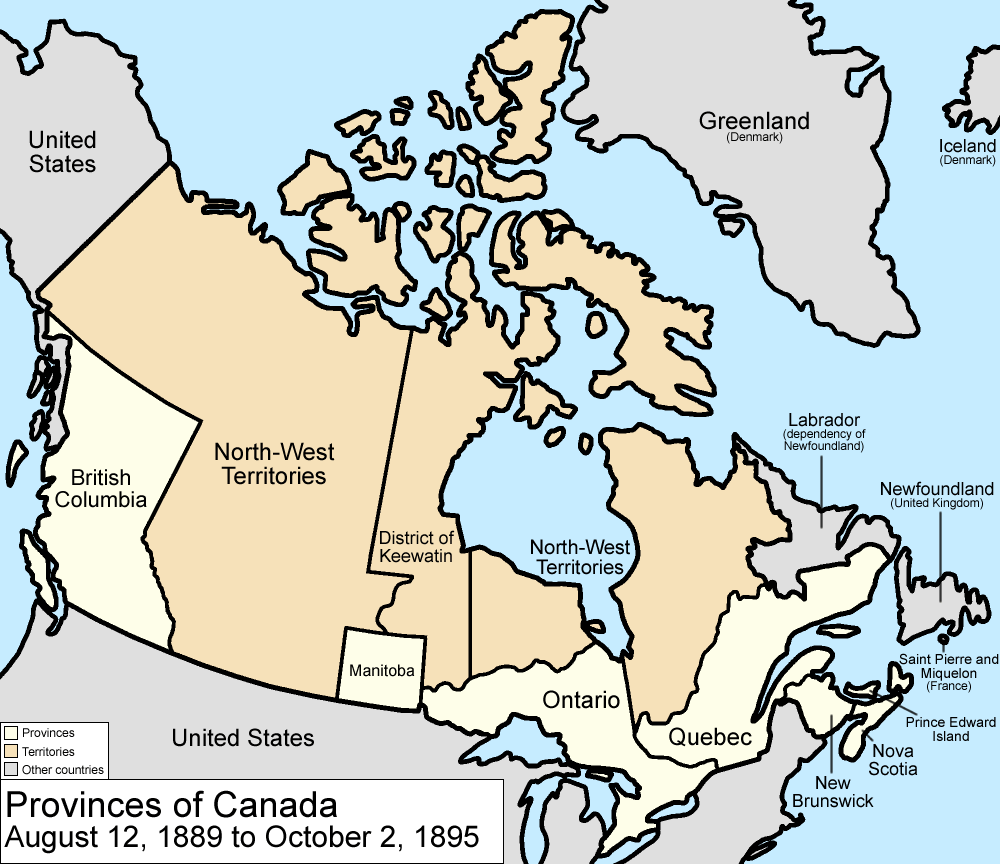
Канада в 1889—1895

Спор между Манитобой и Онтарио закончился тем, что границы Онтарио в соответствии с "Актом о Канаде (границы Онтарио) 1889 года" расширились на запад до озера Лесного (англ. Lake of the Woods) и до реки Олбани.

### 2 октября 1895

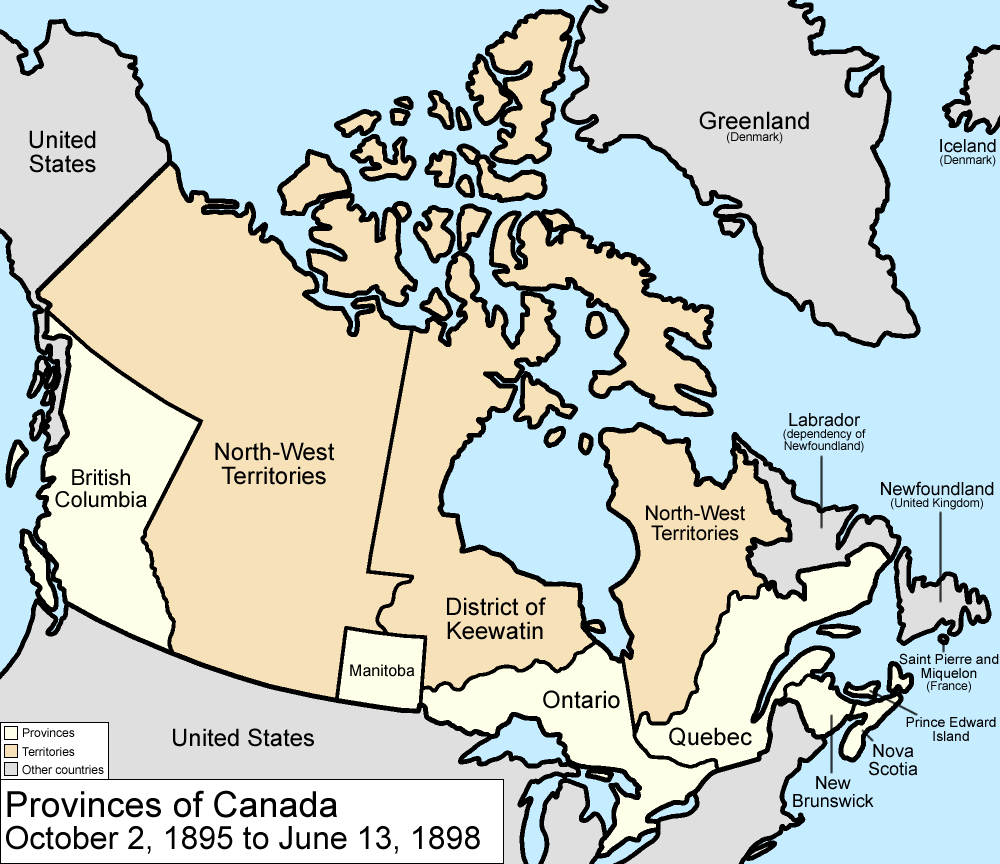
Канада в 1895—1898

Округ Киватин присоединил часть Северо-Западных территорий к северо-западу от Онтарио на материке, а также острова на побережье Гудзонова залива, а также заливов Джеймса и Унгава Бей. Часть земель между округом Киватин, Онтарио, и Гудзоновым заливом не была включена в округ Киватин. В Северо-Западных территориях были сформированы четыре дополнительных временных округа: Юкон, Унгава, Маккензи и Франклин. Тем самым все Северо-Западные территории целиком были разделены на 8 частей. 

### 1897
Были изменены границы округа Киватин. В его состав вошли остров Саутгемптон, остров Котс остров Акимиски и другие острова.

### 13 июня 1898

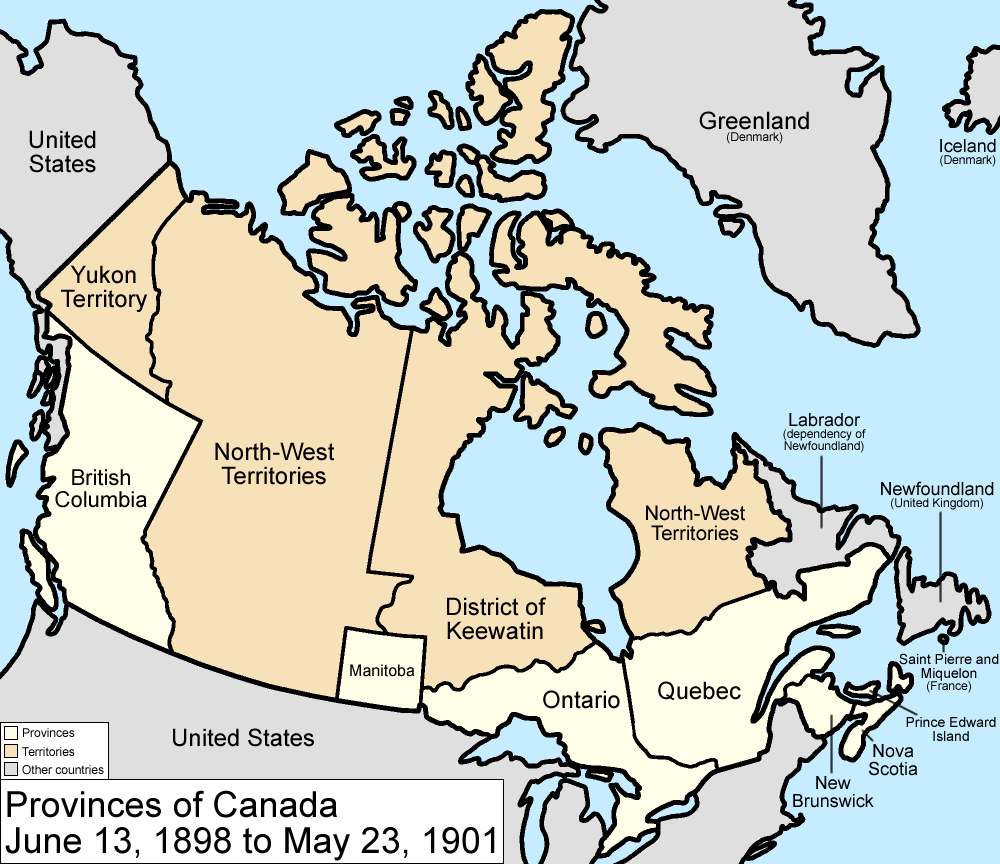
Канада в 1898—1901

Территория Юкон была создана из округа Юкон (входившего в северо-западную часть Северо-Западных территорий). Квебекский пограничный расширительный акт 1898 года, передвинул границы Квебека на север до реки Истмейн (Eastmain).

### 23 мая 1901

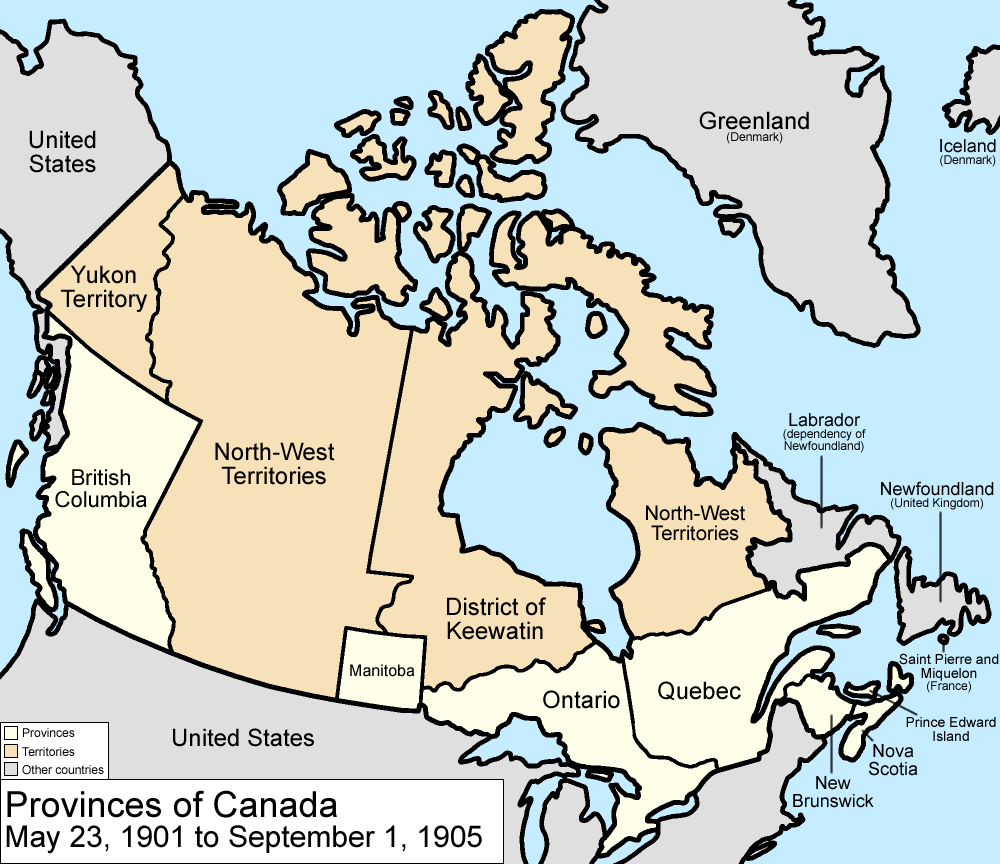
Канада в 1901—1905

Восточная граница территории Юкон прошла по реке Пелли.

### 20 октября 1903
Пограничный спор о границе Юкона и Аляски был решён в пользу Соединённых Штатов.

### 1 сентября 1905

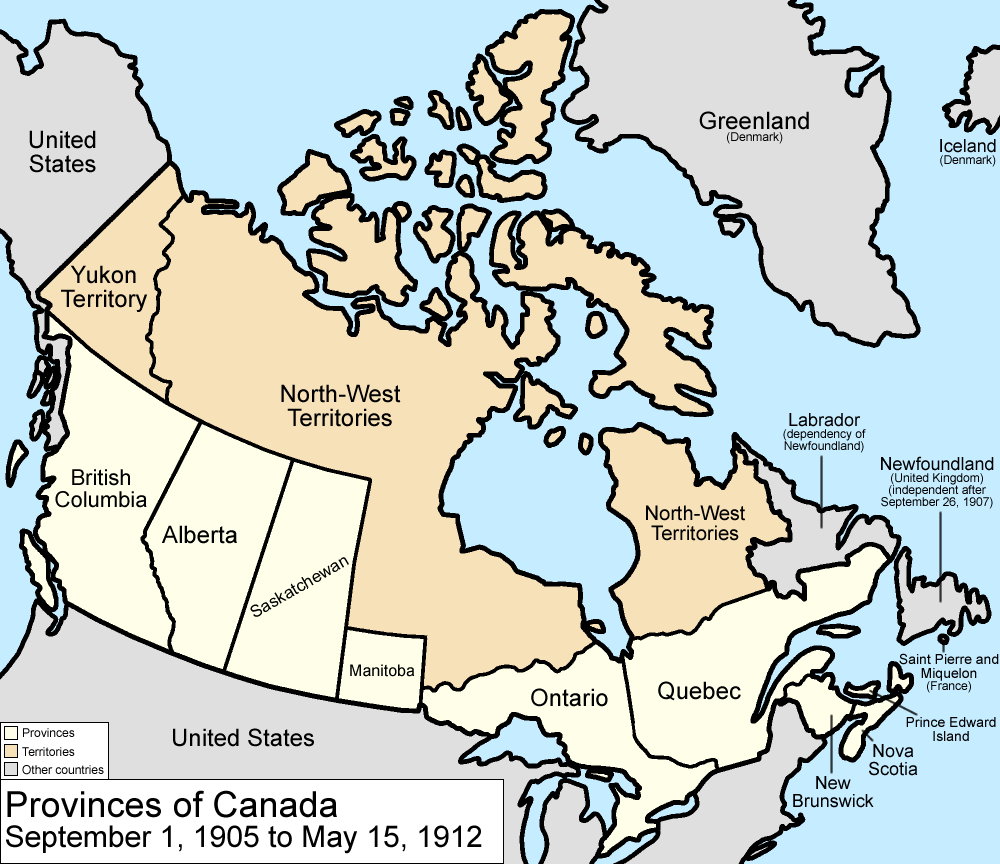
Канада в 1905—1912

Из Северо-Западных территорий были выделены провинции Альберта и Саскачеван. Западной границей Саскачевана и восточной границей Альберты стал 110-й меридиан западной долготы. Южные и северные границы Альберты и Саскачевана совпадали: на юге это граница Канады и США или 49-я параллель северной широты, на севере 60-я параллель. Западные границы Альберты шли по 120 меридиану, а потом вдоль пиков Скалистых гор до границы с США. Восточная граница Саскачевана с Манитобой прошла примерно по 102-му меридиану западной долготы.
Округ Киватин был понижен и вошёл в состав Северо-Западных территорий.
Таким образом, в 1905 году Канада состояла из:
- 9 провинций (Британская Колумбия, Квебек, Манитоба, Новая Шотландия, Нью-Брансуик, Онтарио, Остров Принца Эдуарда + провинции Альберта и Саскачеван)
- 2 территорий Юкон и Северо-Западных территорий (состоявшей уже из 4 округов: Киватин, Маккензи, Унгава и Франклин[к 3])

### 1906
Северо-Западные территории были переименованы: в названии с 1912 года был убран дефис и английское название "North-West Territories" превратились в "Northwest Territories".

### 15 мая 1912

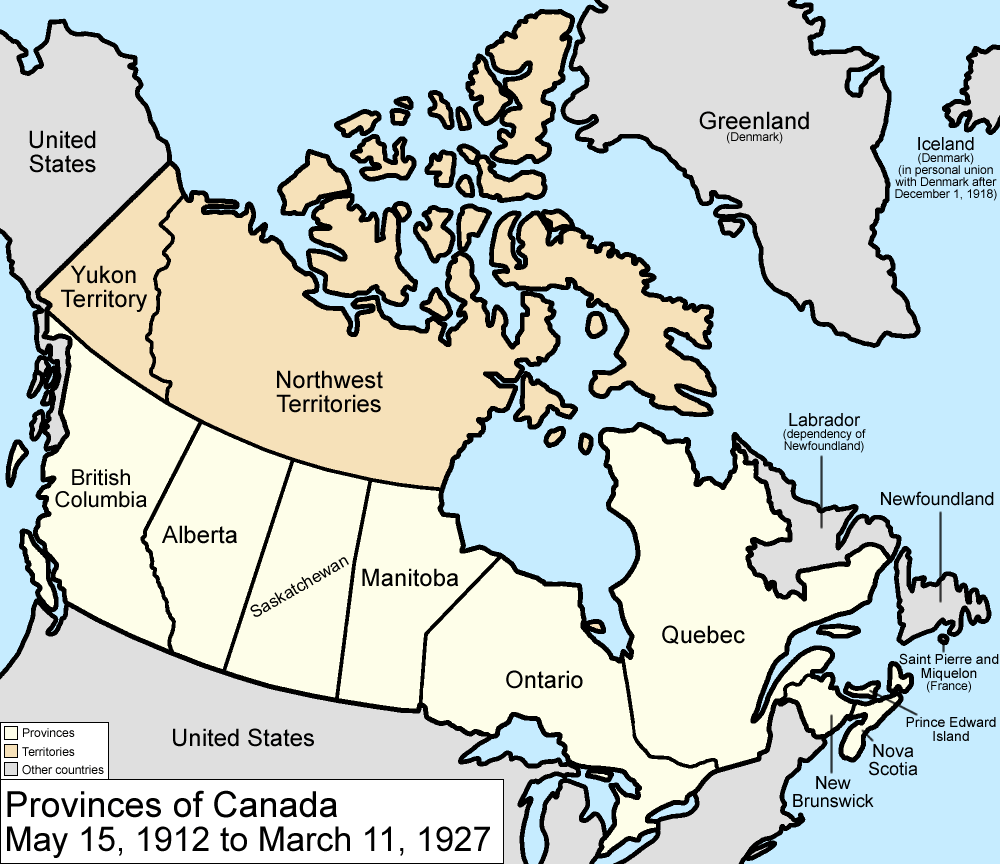
Канада в 1912—1927

Манитоба, Онтарио и Квебек расширили свою территорию на север до современных границ. В состав Квебека вошла большая часть территории округа Унгава.
За Северо-Западными территориями с этого года остались земли к северу от 60-й параллели (кроме островов Гудзонова залива и залива Джеймс, которые до 1920 продолжали числиться за округом Унгава). Они фактически состояли из трёх округов: Киватин, Маккензи и Франклин.

### 1925
Границы Северо-Западных территорий были расширены до Северного полюса.

### 11 марта 1927

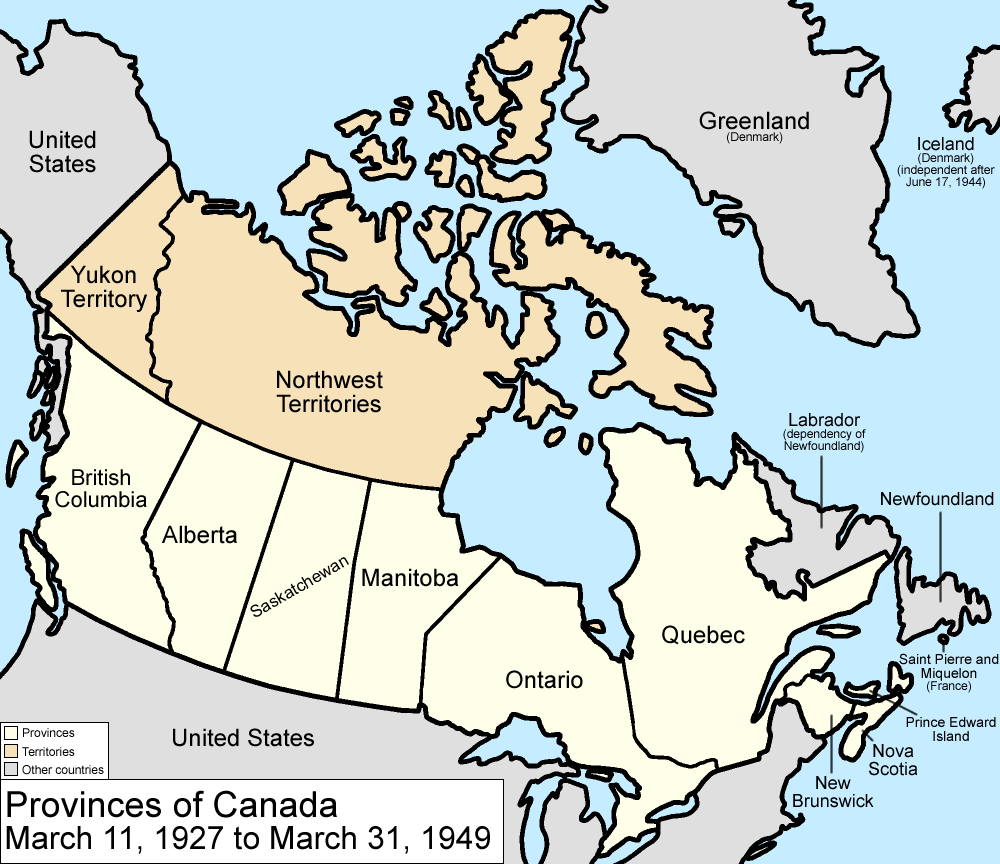
Канада в 1927—1949

Британский Тайный Совет в 1927 году решил Лабрадорский пограничный спор между Лабрадором и Квебеком, передав часть земель доминиона Канады — доминиону Ньюфаундленд.

### 11 ноября 1930
Норвегия уступила Канаде острова Свердрупа в обмен на британское признание норвежского суверенитета над островом Ян Майен.

### 31 марта 1949

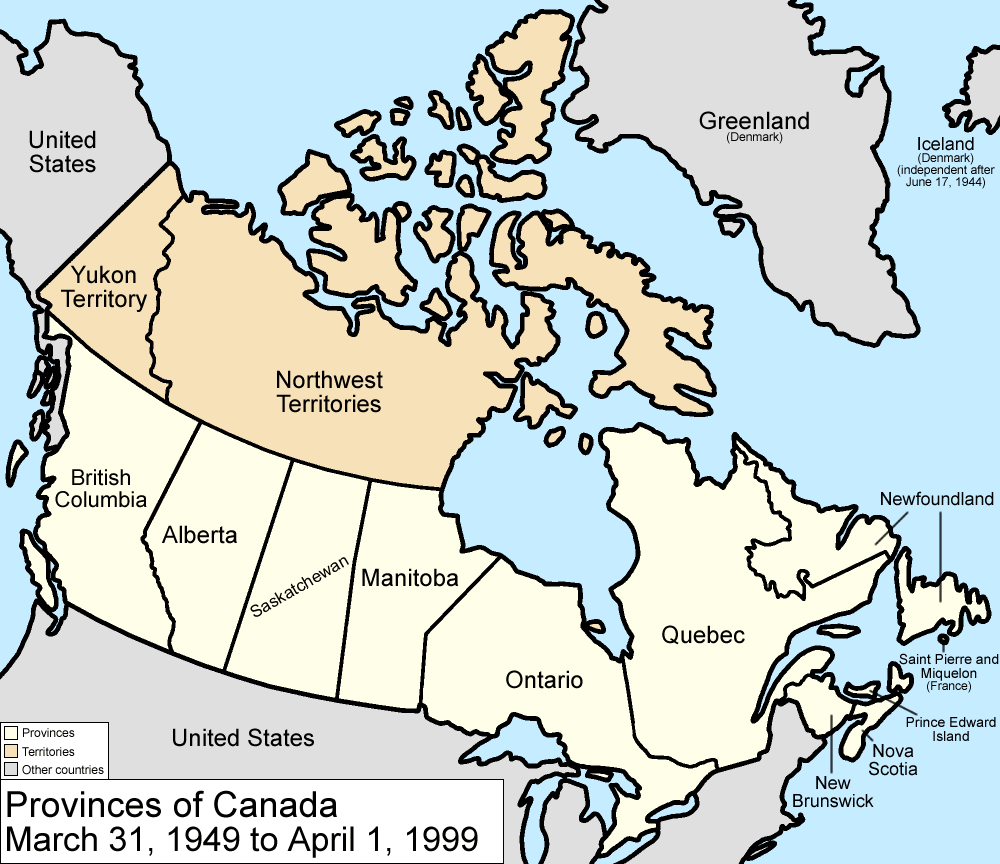
Канада в 1949—1999

Доминион Ньюфаундленд и его владение Лабрадор становятся десятой провинцией Ньюфаундленд.

### 1 апреля 1999

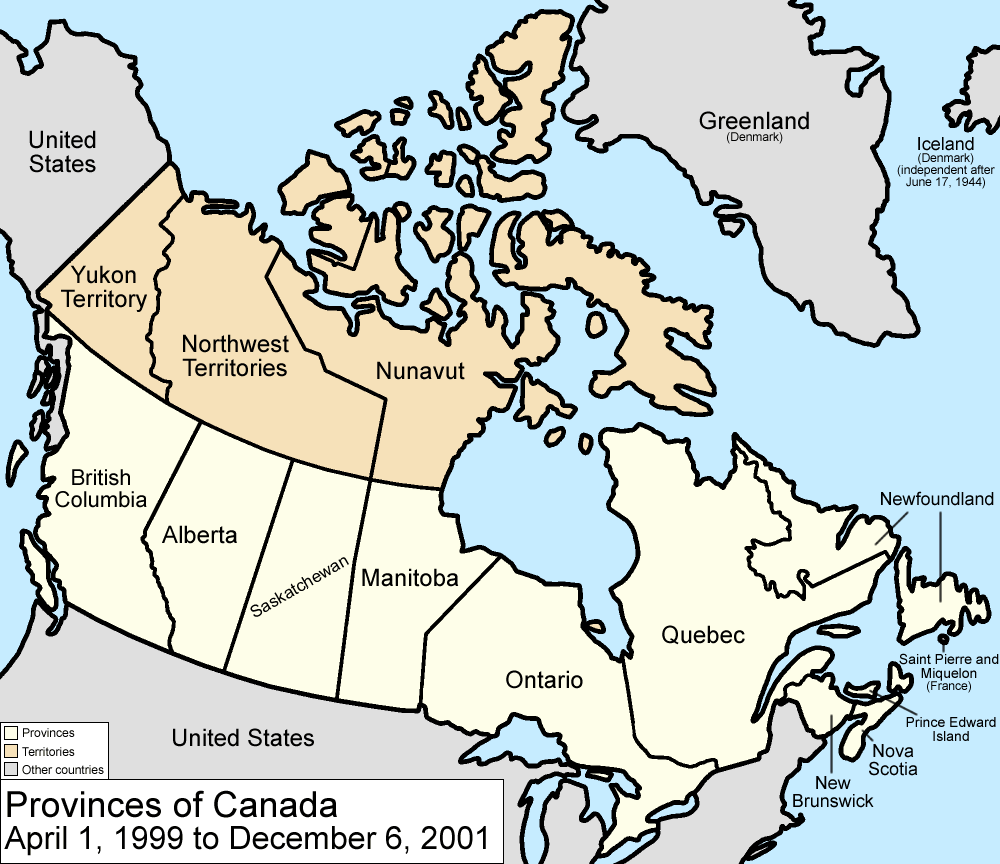
Канада в 1999—2001

Из Северо-Западных территорий была выделена территория Нунавут. Временные округа как административные области в Северо-Западных территориях были упразднены.

### 6 декабря 2001

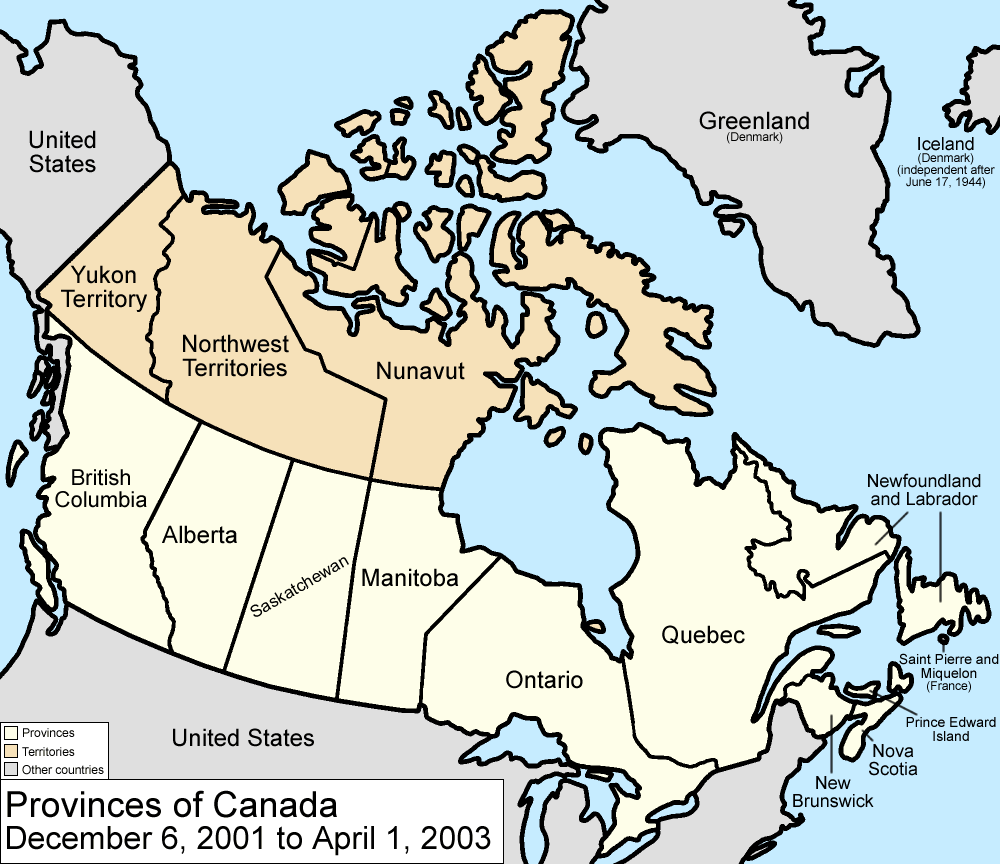
Канада в 2001—2003

Провинция Ньюфаундленд была переименована в провинцию Ньюфаундленд и Лабрадор

### 1 апреля 2003

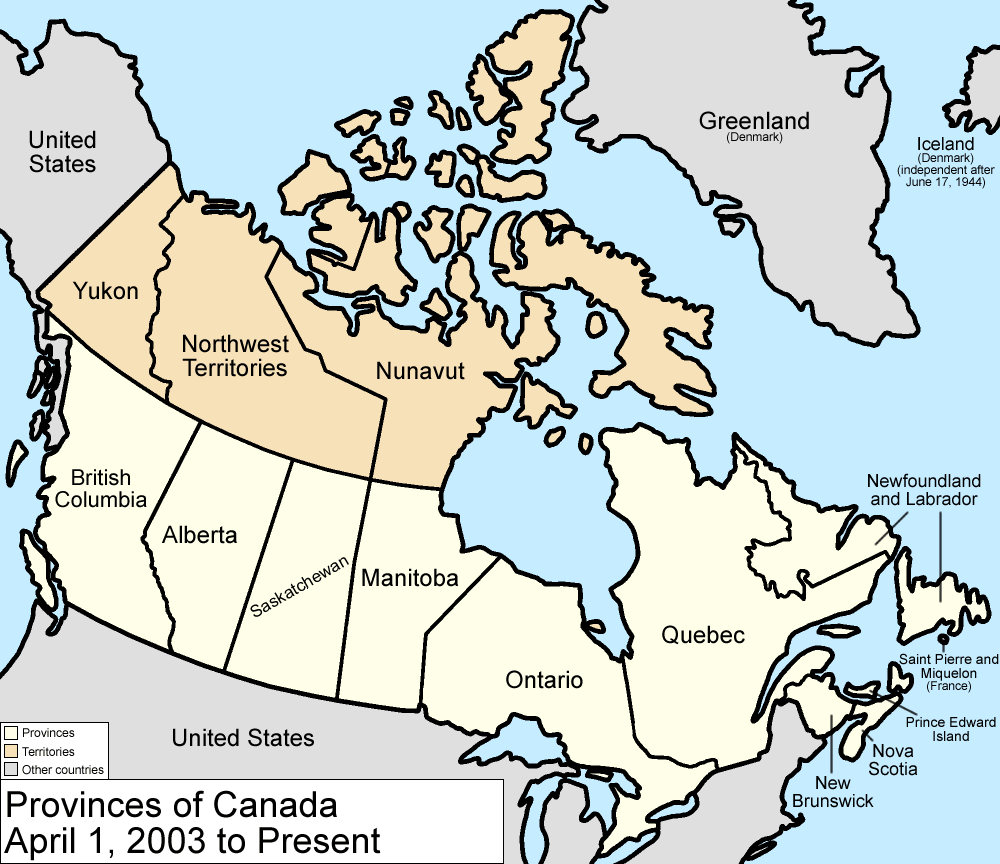
Канада в 2003—2010

Территория Юкон была переименована в Юкон.

## Комментарии
1. ↑   Многие канадские земли перед тем как стать частью Британской Северной Америки были частью колоний Канады и Акадии в Новой Франции. Французское влияние было сильно, а создание доминиона Канада из англо-французских колоний позволяло его ослабить. Объединение позволяло решить и ряд иных проблем.
2. ↑  Он располагался к северу от Манитобы и к западу от Онтарио.
3. ↑  Юкон стал отдельной территорией в 1898 году, а округа Ассинибойа, Альберта, Атабаска и Саскачеван были преобразованы или ликвидмрованы в ходе реформы 1905 года
4. ↑   включая весь округ Киватин и большую часть округов Маккензи и Франклина